# Fiona Ramage
Pour les articles homonymes, voir Ramage et Carswell.
Fiona Louise Ramage-Carswell, née le 12 juillet 1978 à Masterton est une coureuse cycliste néo-zélandaise, spécialiste de la piste.

## Palmarès sur piste[1]

### Jeux olympiques
- Sydney 2000
  - 11e de la vitesse
  - 16e du 500 mètres

### Championnats d'Oceanie
- 2005
  -  Médaillée d'argent du scratch

### Championnats de Nouvelle-Zélande
- 1999
  -  Championne de Nouvelle-Zélande du 500 mètres
  -  Championne de Nouvelle-Zélande de vitesse
- 2000
  -  Championne de Nouvelle-Zélande du 500 mètres
- 2001
  -  Championne de Nouvelle-Zélande du 500 mètres
- 2002
  -  Championne de Nouvelle-Zélande de vitesse
  -  Championne de Nouvelle-Zélande du scratch
- 2006
  -  Championne de Nouvelle-Zélande de vitesse
  - 2e du 500 mètres
- 2007
  -  Championne de Nouvelle-Zélande du 500 mètres
  -  Championne de Nouvelle-Zélande du keirin
  -  Championne de Nouvelle-Zélande de vitesse
  -  Championne de Nouvelle-Zélande du scratch

## Palmarès sur route
- 2000
  -  Championne de Nouvelle-Zélande sur route